# Beechcraft Premier I
De Beechcraft Premier I is een Amerikaanse tweemotorige laagdekker zakenjet, gebouwd door Hawker-Beechcraft. De eerste vlucht vond plaats op 22 december 1998. Er zijn in totaal 292 exemplaren gebouwd. Na het faillissement van Hawker–Beechcraft kwam er in 2013 een einde aan de productie.

## Ontwerp en historie
De Beechcraft Premier I werd eind jaren 1990 ontwikkeld om de concurrentie aan te gaan met de Cessna Citation II. De romp is geconstrueerd van composiet materiaal, de vleugels van aluminium. Het toestel heeft een intrekbaar landingsgestel en een drukcabine. Het vliegtuig mag single-pilot (door één piloot) gevlogen worden. De opvolger van de Premier 1A, de premier II/ Hawker 200, kwam nooit in productie door financiële problemen van de firma Hawker-Beechcraft in 2012.

## Varianten
- Premier I – Basisversie geïntroduceerd in 2001.
- Premier IA – Nieuw cabine-interieur en verbeterde techniek (2005).
- Premier II – Nieuwe motoren en vleugeltippen, groter vliegbereik met dezelfde hoeveelheid brandstof. Hernoemd naar Hawker 200 in 2010, maar het toestel is uiteindelijk nooit in productie gegaan.

## Vergelijkbare vliegtuigen
- Cessna Citation Excel
- Learjet 40